# Nora Schnitzler
Nora Schnitzler (Semarang, 29 juni 1901 – Laren (Noord-Holland), 12 december 1983) was een Nederlands illustratrice. Ze publiceerde ook onder pseudoniem Enni van Laer.

## Biografie
Ze was dochter van Abigael Rodrigues Nunes en Hijman Abraham Schnitzler. Van 1935 tot 1936 was ze getrouwd met Herman Opdenberg. In 1941 hertrouwde ze met kunstenaar Gerard Huijsser.
Zij kreeg haar opleiding tussen 1919 en 1923 aan de Rijksakademie van beeldende kunsten in Amsterdam, alwaar ze haar toekomstige echtgenoot leerde kennen. Een aanvullende studie vond nog in Duitsland plaats. Schnitzler werkte circa dertig jaar voor De Telegraaf (onder meer de Kinderkrant/Kinderwereld, tevens redactie), behalve in de periode 1941-1945 waarin Joden op last van de bezetter geen functie mochten bekleden bij niet-Joodse bedrijven en instellingen. Ander werk van haar is terug te vinden in De Groene Amsterdammer (Ziekenhuis-silhouet), het Utrechts Nieuwsblad en Ons Eigen Tijdschrift van chocoladefabriek Van Houten. Voorts was ze betrokken bij Hoe Keesje Knabbel koning werd (1930) van A.B. van Tienhoven. Ze tekende ook wel prentbriefkaarten.
Het echtpaar Huijsser-Schnitzler woonde jarenlang in het ouderlijk huis van Schnitzler aan De Leemkuil 9 in Laren. Haar ouders werden omgebracht in de concentratiekampen, na eerst een periode ondergedoken te hebben gezeten. Na verraad werden ze naar Kamp Westerbork gedeporteerd en van daaruit verder.
- Digitale Bibliotheek voor de Nederlandse Letteren: schn030
- Gemeinsame Normdatei: 1128621894
- International Standard Name Identifier: 0000 0003 9222 066X
- Nederlandse Thesaurus van Auteursnamen: 07158692X
- RKD-Nederlands Instituut voor Kunstgeschiedenis: 70810
- Virtual International Authority File: 286253228
- WorldCat: E39PBJdCpmC449qb7d3PFHwt8C